# 센바 다이시
센바 다이시(일본어: 仙波 大志, 1999년 8월 19일~)는 일본의 축구 선수이다.

## 구단 경력
그는 2022년 J1리그의 산프레체 히로시마에 입단했다. 2022년 7월 J2리그의 파지아노 오카야마로 임대 이적했다. 2024년까지 62경기에 출전하여, 4득점을 넣었다. 2024년 7월 더스파 군마로 이적했다. 2025년 산프레체 히로시마로 복귀했다. 2025년 8월 J2리그의 미토 홀리호크로 이적했다.